# Didderse

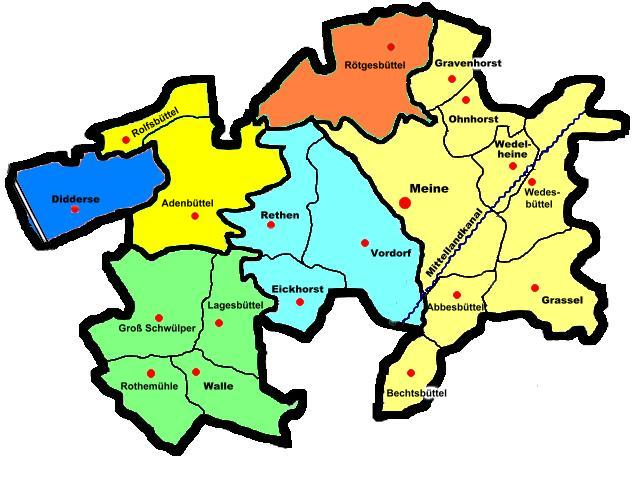
Bản đồ của Papenteich

Didderse là một đô thị thuộc huyện Gifhorn, trong bang Niedersachsen, Đức. Đô thị này có diện tích 7,41 km². Đô thị này thuộc Samtgemeinde Papenteich.
Diddersel nằm về phía bắc của Braunschweig, giữa Harz và Lüneburg Heath, hai bên bờ sông Oker. Các đô thị gần Didderse có: Wolfsburg, Salzgitter, Wolfenbüttel, Gifhorn, Peine và Celle.